# 크세니야 데스니
크세니야 데스니(우크라이나어: Ксенія Десні, 1894년 1월 19일 ~ 1962년 5월 27일)는 우크라이나의 배우이다.